# Mâatka
Maatka ou Mâatka, qui correspond partiellement à la commune actuelle de Maatkas, est une confédération (taqbilt) berbère kabyle qui occupe une partie du massif central de la Kabylie du Djurdjura. Elle compte les tribus Maatka (Imaɛtuqen), Aït Khelifa (At Xlifa), et At Bethrun (Ibetrunen). Maatka est également le nom de la tribu Maatka éponyme.